# Wskaźnik zadłużenia kapitału własnego
Wskaźnik zadłużenia kapitału własnego (WZKW) – stanowi relację zobowiązań ogółem do kapitału własnego.
Wskaźnik ten pokazuje stopień zaangażowania zobowiązań w finansowaniu działalności przedsiębiorstwa w stosunku do poziomu zaangażowania kapitału własnego. Wiąże się to z możliwością ewentualnego pokrycia zobowiązań jednostki gospodarczej przez posiadane zasoby majątkowe.
Przyjmuje się, że wartość wskaźnika powinna zawierać się w przedziale od 1,0 do 3,0.